# Ishania protecta
Ishania protecta là một loài nhện trong họ Zodariidae.
Loài này thuộc chi Ishania. Ishania protecta được Rudy Jocqué & Léon Baert miêu tả năm 2002.